# Adalberto IV de La Marche
Adalberto IV de La Marche, Aldebert in francese (... – 1178 oppure 1180), fu Conte de La Marche, dal 1145 al 1177.

## Origine
Adalberto era il figlio primogenito del Conte de La Marche, Adalberto III, e della moglie, Orengarda, di cui non si conoscono gli ascendenti,
 Adalberto III de La Marche era il figlio primogenito della Contessa de La Marche, Almodis I, come ci viene confermato sia dal documento n° 99 del Cartulaire de l'abbaye d'Uzerche (Corrèze), che dal documento n° XXXIII delle Chartes et documents pour servir à l'histoire de l'abbaye de Charroux e del marito, che, secondo il Chronicon sancti Maxentii Pictavensis, Chroniques des Eglises d'Anjou, era Ruggero, detto di Poitou (signore di un vasto dominio in Inghilterra, tra Yorkshire, Lincolnshire e Anglia orientale, come risulta dall Complete Peerage XI (non consultata)), che, secondo il monaco e cronista normanno Guglielmo di Jumièges, autore della sua Historiæ Normannorum Scriptores Antiqui, era il figlio terzogenito del signore di Montgommery, visconte di Hiémois, Conte d'Alençon e Conte di Shrewsbury, Ruggero II di Montgommery e della sua prima moglie, Mabel de Bellême († dicembre 1079); anche il monaco e storico inglese, Orderico Vitale, nel suo Historia ecclesiastica, conferma che Ruggero era il figlio terzogenito di Ruggero II di Montgommery, e della sua prima moglie, Mabel de Bellême che, secondo Guglielmo di Jumièges, era figlia del Conte d'Alençon, Guglielmo Talvas di Bellême († 1030), signore di Belleme e conte d'Alençone di Hildeburga, figlia del visconte del Maine, Arnolfo.

## Biografia
Di Adalberto si hanno scarse notizie. Fu Conte de La Marche, come ci viene confermato dal Ex Chronico Gaufredi Vosiensis.
Tra il 1177 ed il 1178, Adalberto perse il suo erede maschio, Marchese, come ci viene confermato dal documento n° XLV delle Chartes et documents pour servir à l'histoire de l'abbaye de Charroux,, datato 1177,, mentre il Ex Chronico Gaufredi Vosiensis, riporta la morte del figlio, nel 1178.
A seguito della morte del suo unico erede maschio, ed essendo la figlia, Marchesa, sterile, Adalberto vendette la Contea de La Marche, al re d'Inghilterra e duca consorte del ducato d'Aquitania, Enrico II per la cifra di cinquemila marchi d'argento (quinque mille marchis argenti), e così poté partire per Gerusalemme (abiit Hierosolymam); allora Goffredo (figlio del Signore di Lusignano, Ugo VIII), reclamò la contea anche a nome dei fratelli; la morte del figlio, la vendita della contea e la partenza per Gerusalemme viene confermata anche dalla Chroniques de Saint-Martial de Limoges.
La presenza di Adalberto a Gerusalemme ci viene confermata dal Regesta Regni Hierosolymitani, quando all'inizio del 1179, narra di una controversia tra Templari e Ospitalieri.
La data della morte di Adalberto non è certa: secondo la Chroniques de Saint-Martial de Limoges, (Audebertus comes de la Marcha) morì nel 1178, mentre, secondo il Ex Chronico Gaufredi Vosiensis, (Comes de Marchia ultimus Audebertus) morì nel 1180.

## Discendenza
Adalberto aveva sposato Mirabilia, di cui non si conoscono gli ascendenti; secondo la Chroniques de Saint-Martial de Limoges, Adalberto, che aveva ripudiato la moglie, dopo aver venduto la contea, nel giorno del Venerdì Santo del 1177, segretamente la uccise, assieme al suo accompagnatore; invece secondo il Ex Chronico Gaufredi Vosiensis, dopo essere rimasta vedova, Mirabilia, si sposò, in seconde nozze, con Cadelone di Pons (Chalo de Pons).
Da Mirabilia Adalberto ebbe due figli:
- Marchese († prima del 1177), come dal documento n° XLV delle Chartes et documents pour servir à l'histoire de l'abbaye de Charroux[11], dal Ex Chronico Gaufredi Vosiensis[12] e dalla Chroniques de Saint-Martial de Limoges[14];
- Marchesa († dopo il 1177), come dal Ex Chronico Gaufredi Vosiensis[12] e dalla Chroniques de Saint-Martial de Limoges[14].

### Fonti primarie
- (LA)  Chronicon sancti Maxentii Pictavensis, Chroniques des Eglises d'Anjou.
- (LA)  Cartulaire de l'abbaye d'Uzerche (Corrèze).
- (LA)  Historia ecclesiastica, vol. II.
- (LA)  Chartes et documents pour servir à l'histoire de l'abbaye de Charroux.
- (LA)  regesta regni hierosolymitani.
- (LA)  Chroniques de Saint-Martial de Limoges.
- (LA)  Recueil des historiens des Gaules et de la France. Tome 12.
- (LA)  Historiae Normannorum scriptores antiqui, res ab illis per Galliam, Angliam.

### Letteratura storiografica
- (FR)  Alfred Richard, Les comtes de Poitou, tome I,.